# جاي د. ألكسندر
جاي د. ألكسندر (بالإنجليزية: J. D. Alexander)‏ هو مدرب كرة سلة أمريكي، ولد في 15 مايو 1899، وتوفي في 16 يونيو 1962 في كلاركسفيل سيتي في الولايات المتحدة.